# Лос-Сентенаріос (Техас)
Лос-Сентенаріос (англ. Los Centenarios) — переписна місцевість (CDP) в США, в окрузі Вебб штату Техас. Населення — 49 осіб (2020).

## Географія
Лос-Сентенаріос розташований за координатами 27°36′44″ пн. ш. 99°12′47″ зх. д. / 27.61222° пн. ш. 99.21306° зх. д. (27.612260, -99.212988).  За даними Бюро перепису населення США в 2010 році переписна місцевість мала площу 0,49 км², уся площа — суходіл.

## Демографія
Згідно з переписом 2010 року, у переписній місцевості мешкало 87 осіб у 17 домогосподарствах у складі 15 родин. Густота населення становила 179 осіб/км².  Було 24 помешкання (49/км²).
Расовий склад населення:
| - 71,3 % — білих - 28,7 % — осіб інших рас |

До двох чи більше рас належало 0,0 %. Частка іспаномовних становила 95,4 % від усіх жителів.
За віковим діапазоном населення розподілялося таким чином: 49,4 % — особи молодші 18 років, 47,2 % — особи у віці 18—64 років, 3,4 % — особи у віці 65 років та старші. Медіана віку мешканця становила 19,5 року. На 100 осіб жіночої статі у переписній місцевості припадало 93,3 чоловіків;  на 100 жінок у віці від 18 років та старших — 100,0 чоловіків також старших 18 років.
Цивільне працевлаштоване населення становило 0 осіб. 